# Marcel Toader
Marcel Toader (Cumpăna, 4 de enero de 1963-Bucarest, 3 de agosto de 2019) fue un jugador rumano de rugby que se desempeñaba como wing.

## Selección nacional
Fue convocado a los Stejarii por primera vez en abril de 1982 para enfrentar a Alemania; rápidamente se convirtió en un jugador regular y titular indiscutido que disputó su último partido en octubre de 1990 frente a la Azzurri. En total jugó 30 partidos y marcó tres tries para un total de 12 puntos (un try valía 4 puntos por aquel entonces).

### Participaciones en Copas del Mundo
Solo disputó una Copa del Mundo; Nueva Zelanda 1987 donde los Stejarii resultaron eliminados en la fase de grupos tras caer derrotados ante Les Bleus y el XV del Cardo. Toader jugó todos los partidos y le marcó un try a los escoceses.
| Mundial                       | Sede          | Resultado    | PJ | Tries |
| ----------------------------- | ------------- | ------------ | -- | ----- |
| Copa Mundial de Rugby de 1987 | Nueva Zelanda | Primera fase | 3  | 1     |

## Palmarés
- Campeón de la SuperLiga de 1982/83, 1983/84, 1984/85, 1986/87, 1987/88 y 1988/89.